# Èbà

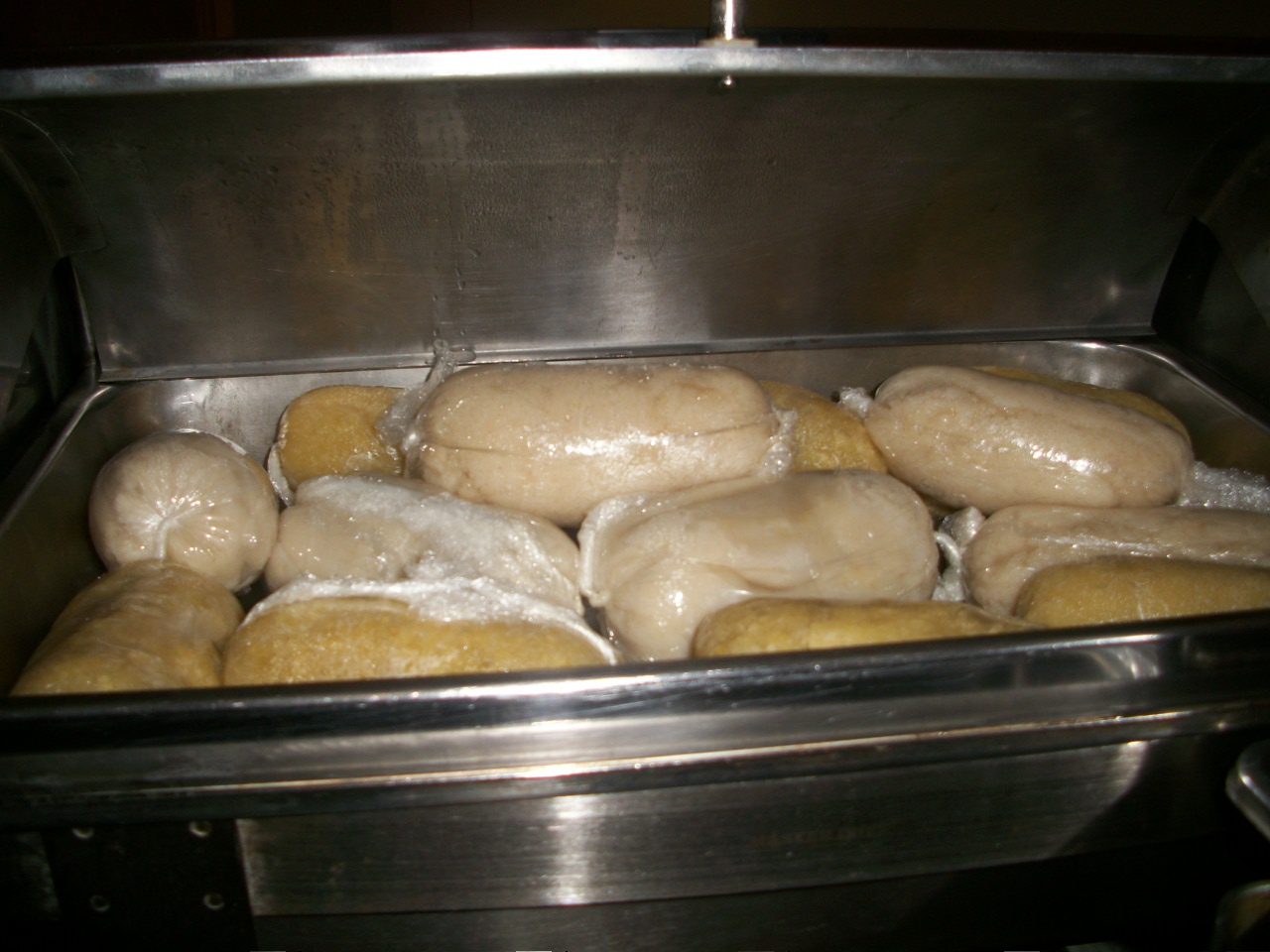
«Burritos» de eba y ñame machacado

El eba o ẹ̀bà (según la ortografía yoruba) es un alimento básico que se consume ampliamente en el África occidental, principalmente en Nigeria (donde se originó), y también en algunas partes de Ghana. Está hecho de harina de yuca rallada, comúnmente conocida como garri. En Benín y Togo, se la conoce como pinon.
Para hacer ẹ̀bà, la harina garri se machaca hasta que quede bien fina, se mezcla con agua caliente y se remueve hasta que se convierta en una masa firme, más densa que un puré de patatas, de manera que se pueda hacer una bola y mantenerse en esa forma. Cuando se vierte el agua caliente en el garri, se deja unos minutos; tras eso se remueve que quede una masa firme; entonces se le puede denominar ẹ̀bà.
Para comer, se toma una pequeña cantidad de ẹ̀bà con los dedos y se enrolla en una pequeña bola y se sumerge en algún ọbẹ̀ (sopas espesas nigerianas), como la sopa de okro (en castellano, «quingombó»), la sopa de vernonias amargas (ewúro), la sopa de pimienta (ọbẹ̀ ata o ẹ̀fọ́, dependiendo de dialecto) con okro, el ọgbọnọ (en idioma igbo) o apọn (en idioma yorùbá), ewédú, carne, pescado, verdura, gbẹ̀gìrì, amiedi (sopa banga) o sopa de egusi (melón).
El ẹ̀bà tiene un color de amarillo a blanquecino. El color amarilloso proviene del aceite de palma. El garri es muy rico en almidón e hidratos de carbono. Es bastante pesado como una comida y un alimento básico de los africanos guineanos. A menudo se come acompañando sopas y guisos, con carne de res, pescado seco o cordero según el gusto personal.